# 碧山吟社旧址
31°34′50″N 120°15′56″E / 31.58056°N 120.26555°E
碧山吟社旧址，位于无锡市锡惠公园内春申涧坊北侧，是昔日碧山吟社成员集会相聚之场所。2003年公布为无锡市文物保护单位、古建筑。

## 沿革
明成化十八年（1482年），无锡当地名流秦旭、李庶、陈履、陆勉、高直、黄禄、杨理、陈公懋、施廉、潘绪十人于此结社吟诗，建十老堂、濯缨亭、涵碧池、美蓉径、古木陂等，画家沈周为此作《碧山吟诗图记》。最初为十老社，后改碧山吟社。
|                       | 诗坛高筑壬寅岁，胜事遥传大历年。买地有赀酬野衲，品泉无谱问茶仙。 树藏亭子清风里，路绕云根小洞边。赓唱愿随诸老后，结盟迟我赋归田。 |
| ——明·吴宽《寄题吟社》 | |

之后诗社时兴时衰，明朝嘉靖三十三年，秦旭曾孙秦瀚又重结碧山吟社，有安如山、王问、顾可学、顾可久、钱宪、王瑛等人参加。清朝初期，秦旭后裔秦松龄与当时名流严绳孙、秦保寅、蒋尊路等三开诗社。清咸丰十年（1860年）太平天国军攻入无锡，诗社建筑被毁。1912年，惠山学校建新校舍，发掘出“碧山吟社”石刻匾额，发现是明文徵明所题字匾，于是确定原址。当地遂重建诗社旧址，唐文治根据惠山摩崖石刻撰记重修。1959年，当地政府整修并入愚公谷景区，亦有无锡籍诗人在此活动。1986年1月6日，徐静渔、庄申、冒亦诚倡议并实施复社，历经蔡学标、袁宗翰主持，碧山吟社逐步强大。

## 保护
现存建筑坐西朝东，四合院式，占地1500多平方米，建筑面积313平方米。正厅面阔五间，灰瓦悬山顶、纹头脊、白粉墙，门额石刻“碧山吟社”为文徵明手笔。2003年，无锡市人民政府公布其为无锡市文物保护单位。2007年3月，碧山吟社经修复开放，重建了吟台、十老堂、望益楼、流馨亭等景点，保留了院后岩坡景观，开凿于宋代的龙缝泉顽强地从南向北流经吟社。